# Józef Łukaszewicz (matematyk)
Józef Łukaszewicz (ur. 26 marca 1927 w Duboji, zm. 26 sierpnia 2013 we Wrocławiu) – polski matematyk, żołnierz Armii Krajowej, profesor i rektor Uniwersytetu Wrocławskiego w latach 1981–1982, działacz katolicki.

## Życiorys
W czasie II wojny światowej należał do Armii Krajowej, służył w 7 Wileńskiej Brygadzie AK. W 1944 roku został wywieziony do Kaługi i przebywał tam dwa lata. W 1946 powrócił do Polski, w 1950 ukończył studia matematyczne na Uniwersytecie Wrocławskim, był uczniem Hugo Steinhausa. Pracował równolegle w Instytucie Matematycznym PAN (1949–1970), Politechnice Wrocławskiej (do 1955). W latach 1948–1949 i od 1955 był pracownikiem Uniwersytetu Wrocławskiego, gdzie w 1957 otrzymał stopień kandydata nauk matematycznych (odpowiednik doktoratu), a w 1971 tytuł profesora nadzwyczajnego, m.in. był kierownikiem Katedry Statystyki (1958–1965) i Katedry Zastosowań Matematyki (1965–1969), a następnie Zakładu Zastosowań Matematyki i Statystyki Matematycznej (1969–1976 i 1980–1997). Od 1 września 1981 do 16 sierpnia 1982 roku był rektorem Uniwersytetu, został odwołany z przyczyn politycznych.
W swojej pracy zajmował się głównie probabilistycznym zastosowaniem matematyki, współpracą z antropologami, prawnikami i medykami, teorią obsługi masowej.
Należał do członków założycieli Klubu Inteligencji Katolickiej we Wrocławiu (1957), w latach 1981–1984 był członkiem Prymasowskiej Rady Społecznej, w latach 1985–1987 członkiem Rady Naukowej Episkopatu Polski, w latach 1987–1990 członkiem podkomisji Episkopatu Polski ds. młodzieży, w latach 1990–1993 członkiem Komisji Episkopatu Polski ds. ekumenizmu. Od 1982 zasiadał w Arcybiskupiej Radzie Społecznej przy Arcybiskupie Wrocławskim, od 1985 do 1991 był przewodniczącym komisji ds. świeckich i członkiem Komisji Głównej Synodu archidiecezji wrocławskiej. Należał do Komitetu Obywatelskiego przy przewodniczącym NSZZ „Solidarność” od 1988 do 1990 roku.
W 1972 otrzymał przyznaną przez Polskie Towarzystwo Matematyczne Nagrodę Główną PTM za osiągnięcia w dziedzinie zastosowań matematyki ufundowana przez MNSWiT. W 1973 został odznaczony Krzyżem Kawalerskim Orderu Odrodzenia Polski, a w 2011 Krzyżem Oficerskim Orderu Odrodzenia Polski – „za wybitne zasługi w działalności na rzecz przemian demokratycznych w Polsce” (M.P. z 2011 r. nr 107, poz. 1075).
W PRL informacje na temat Józefa Łukaszewicza podlegały cenzurze. W 1977 roku jego nazwisko znajdowało się na specjalnej liście osób pod szczególną kontrolą cenzury. Zalecenia cenzorskie dotyczące jego osoby zanotował Tomasz Strzyżewski, który w swojej książce o peerelowskiej cenzurze opublikował notkę informacyjną z 7 stycznia 1977 roku Głównego Urzędu Kontroli Prasy, Publikacji i Widowisk. Wytyczne dla cenzorów wymieniały jego nazwisko z adnotacją: „Wszelkie próby popularyzowania w środkach masowego przekazu (prasa codzienna, radio, TV, tygodniki społeczno-polityczne) niżej wymienionych osób należy sygnalizować kierownictwu GUKPPiW”. Zalecenia cenzorskie zezwalały jedynie na publikacje w prasie specjalistycznej, naukowej oraz skryptach itp.
Zmarł 26 sierpnia 2013 roku.
Jego bratem bliźniakiem był fizyk Kazimierz Łukaszewicz.

## Wybrane publikacje
- Metody numeryczne i graficzne (1956)[5]
- Programowanie dla maszyny Elliott 803 ze szczególnym uwzględnieniem autokodu MARK 3 (1966)
- Jak szukać optymalnych decyzji (1996)